# Roch Marc Christian Kaboré
Roch Marc Christian Kaboré (Uagadugú, 25 de abril de 1957) es un político burkinés. Se desempeñó como presidente de Burkina Faso entre 2015 hasta que fue depuesto en 2022. Entre 1994 y 1996 fue primer ministro y desde 2000 a 2012 ejerció como presidente de la Asamblea Nacional de Burkina Faso.
Fue militante del Congreso para Democracia y Progreso (CDP), fundado por el entonces presidente Blaise Compaoré. En enero de 2014 abandonó el partido para fundar el Movimiento del Pueblo para el Progreso (MPP). También fue ministro de Estado, asesor especial del presidente y diputado en la Asamblea Nacional.
Tras ganar las elecciones presidenciales, el 29 de noviembre de 2015 se convirtió en el primer mandatario civil elegido democráticamente desde que el gobierno civil de Maurice Yaméogo fuera derrocado y el país estuviera dirigido por gobiernos militares durante casi 50 años. 
El 24 de enero de 2022, durante un golpe de Estado, Kaboré fue depuesto y detenido por los militares. Tras el anuncio, los militares declararon que el parlamento, el gobierno y la constitución habían sido disueltos.

## Primeros años y educación
Kaboré nació en Uagadugú, capital de Burkina Faso. Era hijo del también banquero Charles Bila Kaboré, quien fue Ministro en múltiples carteras durante el gobierno de Maurice Yaméogo, y de Antonine Kaboré. Después de estudiar en el Collège Saint Jean-Baptiste de la Salle, una escuela selectiva en Uagadugú, de 1968 a 1975, estudió Economía en la Universidad de Dijon, especializándose en administración empresarial. Obtuvo su licenciatura en 1979, y su máster en 1980.
Kaboré conoció a su esposa, Sika Bella Kaboré, mientras ambos estudiaban en Francia. La pareja se casó en 1982 y tienen tres hijos.

## Trayectoria profesional

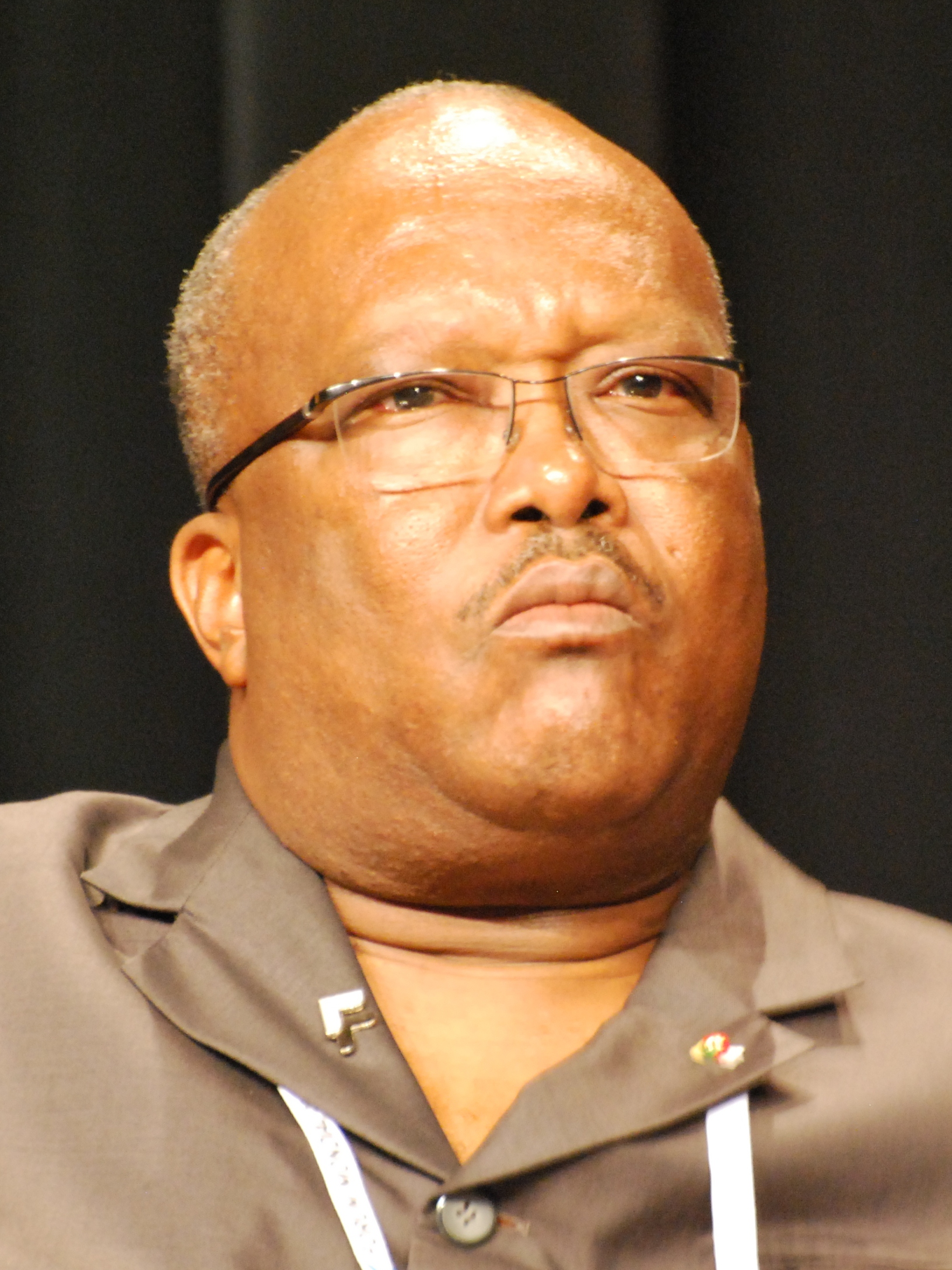
Roch Marc Christian

### Carrera empresarial
Kaboré trabajó como banquero para el Banco Internacional de Burkina (BIB). En 1984, a los 27 años, fue nombrado director general del BIB, y dirigió el banco de 1984 a septiembre de 1989 antes de dedicarse a la política.

### Ministro de Estado
En septiembre de 1989 llegó a la cartera de Transporte y Comunicaciones, designado por el presidente Blaise Compaoré. En 1990 fue ascendido a Ministro de Estado en la misma cartera, puesto que ocupó hasta 1991. En 1992 regresó al Gobierno como Ministro de Estado sin cartera.
En las elecciones legislativas de 1992 alcanzó un escaño en el Parlamento en representación de la Provincia de Kadiogo, dentro de la Organización para la Democracia Popular - Movimiento Obrero. El mismo año llegó al Ministerio de Finanzas y Planificación, para pasar al año siguiente a Ministro de Estado encargado de Relaciones con el Parlamento.

### Primer ministro y militante del CDP
Fue nombrado primer ministro de Burkina Faso en marzo de 1994. Ocupó el cargo hasta febrero de 1996, cuando el entonces presidente Blaise Compaoré creó el partido Congreso por la Democracia y el Progreso (CDP), Kaboré dimitió para convertirse en el primer vicepresidente del partido en el poder y asesor especial de la presidencia (1996-1997). Luego fue Secretario Nacional del Partido (1999-2000) y de nuevo Presidente (2003-2004).
El 6 de junio de 2002 fue elegido presidente de la Asamblea Nacional de Burkina Faso, sucediendo a Mélégué Maurice Traoré.
En las elecciones parlamentarias celebradas en 2007, Kaboré fue reelegido en la Asamblea Nacional como primer candidato en la lista nacional del CDP. Después de la elección, la Asamblea Nacional eligió de nuevo a Kaboré como su presidente. Obtuvo 90 votos, frente a los 13 de Norbert Tiendrébéogo.

### Creación del MPP y presidente de Burkina Faso
Kaboré, junto con un número de otras figuras prominentes en el CDP, anunció su dimisión del partido el 6 de enero de 2014. Quienes dimitieron que el partido estaba siendo dirigido de manera antidemocrática y perjudicial, y expresaron su oposición a los planes de modificación la Constitución para eliminar los límites del mandato, lo que permitiría el presidente Compaoré presentarse a la reelección en 2015. El 25 de enero de 2014, Kaboré fundó un nuevo partido político de oposición, el Movimiento del Pueblo para el Progreso (Mouvement du Peuple vierte le Progrès, MPP).
En una convención del MPP celebrada en el Palacio de los Deportes de Uagadugú el 4-5 de julio de 2015, Kaboré fue confirmado oficialmente como candidato presidencial del Movimiento del Pueblo para el Progreso (MPP).
El 29 de noviembre de 2015, Kaboré ganó las elecciones generales de 2015 en la primera ronda de votación con el 53,5 % de los sufragios frente al 29,7 % obtenido por competidor Zephirin Diabré. Asumió en el cargo el 29 de diciembre de 2015. En su primer Gobierno ejerció brevemente como Ministro de Defensa entre 2016 y 2017.
Fue reelegido en las elecciones generales de 2020 con 1.654.982 votos, equivalentes al 57,78% de los votos emitidos. En noviembre de 2021, su gobierno debió afrontar manifestaciones contra la creciente inseguridad en el país.

### Derrocamiento
El 24 de enero de 2022 fue detenido por miembros de las Fuerzas Armadas, quienes afirmaron haberlo derrocado y disuelto el Gobierno. El día anterior se habían sucedido decenas de motines militares, supuestamente reclamando mejores condiciones para los militares.